# Коляков, Яков Ефремович
Коляков Яков Ефремович (1895—1990) — советский микробиолог, профессор. Заслуженный деятель науки РСФСР (1947). Член КПСС с 1919 года.

## Биография
Родился 10 мая 1895 года в Киеве на Украине в семье служащего. Окончил гимназию и в 1919 году — Харьковский ветеринарный институт.
Служил в Красной Армии с 1919 года. Являлся участником Гражданской войны (1919—1921 годы). Работал ветеринарным врачом, начальником ветеринарного госпиталя, начальником ветеринарного отдела Киевского военного округа.
С 1930 по 1944 год  был начальником ветеринарного научно-исследовательского института. Доктор ветеринарных наук, профессор.
С 1937 года стал бригветврачом, с 1939 года — дивветврачом.
28 апреля 1943 года Колякову было присвоено звание генерал-майора ветеринарной службы.
С 1944 по 1948 год был начальником кафедры Военной ветеринарной академии.
Коляков был уволен в запас 11 августа 1948 года.
В 1948—1971 гг. заведовал кафедрой микробиологии Московской ветеринарной академии.
10 мая 1985 года в Москве было торжественно отмечено его 90-летие.

## Сочинения
- Инфекционная анемия лошадей. — М.—Л., 1940[3].
- Ветеринарная микробиология. — М., 1952; 3 изд. — М., 1965.
- Коляков Я. Е. 30 лет советской ветеринарной микробиологии: [отмечаются науч. заслуги С.Н. Вышелесского] / Я.Е. Коляков // Ветеринария. — 1947. — № 11. — С. 16—20.